# Grigorij Ziuskin
Grigorij Pietrowicz Ziuskin (Ziuśkin) (ur. 1912 we wsi Zimnicy w rejonie poczynkowskim w obwodzie smoleńskim, zm. 16 czerwca 1994 w Smoleńsku) – funkcjonariusz radzieckich organów bezpieczeństwa, jeden z wykonawców zbrodni katyńskiej.

## Życiorys
W 1926 skończył 4 klasy szkoły wiejskiej, pracował w kołchozie w obwodzie zachodnim (późniejszy obwód smoleński), a od kwietnia 1932 do października 1934 jako agent pocztowy, 1932-1939 należał do Komsomołu, a od stycznia 1941 do WKP(b) (kandydat od czerwca 1939). Od października 1934 do października 1936 służył w Armii Czerwonej, potem ponownie był kołchoźnikiem, od 4 sierpnia 1937 pracował w organach NKWD. Nadzorca więzienia Zarządu NKWD obwodu smoleńskiego, wiosną 1940 uczestniczył w masowym mordzie na polskich jeńcach obozu w Kozielsku, za co 26 października 1940 ludowy komisarz spraw wewnętrznych ZSRR Ławrientij Beria przyznał mu nagrodę pieniężną. Od stycznia do lipca 1942 był dowódcą działonu 31 Brygady Rezerwowej Armii Czerwonej, od lipca 1942 do kwietnia 1943 dowódcą grupy obsługi 150 Stalinowskiej Ochotniczej Dywizji Syberyjskiej na Froncie Kalinińskim/Froncie Centralnym, a od kwietnia do sierpnia 1943 dowódcą obsługi kompanii minowania i adiutantem dowódcy plutonu 3 Batalionu Strzeleckiego 62 Pułku Piechoty Gwardii 22 Dywizji Gwardii w stopniu starszego sierżanta gwardii. Od sierpnia do listopada 1943 przebywał na leczeniu szpitalnym, od listopada 1943 do stycznia 1944 był organizatorem partyjnym w batalionie 22 Dywizji Gwardii Frontu Kalinińskiego, od stycznia do maja 1944 przebywał na leczeniu w szpitalu ewakuacyjnym w Toropcu, później był szefem kierowania łącznością baterii sztabowej dowódcy artylerii 12 Korpusu Piechoty Gwardii. Od stycznia 1946 ponownie pracował w NKWD, od marca 1949 do sierpnia 1950 był starszym strzelcem operacyjnym wydzielonego posterunku Zarządu MWD obwodu smoleńskiego, a 1951 śledczym wydziału kryminalnego komendy milicji Zarządu MGB obwodu smoleńskiego, 4 września 1951 przeniesiony do Zarządu MWD obwodu smoleńskiego, od 1952 kurier Zarządu MWD obwodu smoleńskiego, starszy sierżant milicji. Odznaczony dwoma Orderami Czerwonej Gwiazdy (12 marca 1945 i 23 maja 1952) i sześcioma medalami.